# Erika (Lied)
Erika, auch bekannt unter seinem Liedanfang Auf der Heide blüht ein kleines Blümelein, ist der Titel eines bekannten deutschen Marschliedes von Herms Niel, das 1938 entstand.  

## Entstehung
Der Liedtext und die Melodie wurden 1938 von dem deutschen Komponisten Herms Niel geschrieben und im selben Jahr im Verlag Louis Oertel (Großburgwedel) in gedruckter Form herausgebracht. Über das Jahr der Erstveröffentlichung wurden immer wieder falsche Angaben verbreitet, jedoch wurde bei diesen Angaben nie eine Quelle als Beleg genannt. 
Niel trat Anfang Mai 1933 in die NSDAP ein und brachte es in der NS-Zeit unter anderem bis zum führenden Kapellmeister beim Reichsmusikzug des Reichsarbeitsdienstes. Er komponierte zahlreiche Marschlieder, die weitgehend der NS-Propaganda dienten. Der Reichspropagandaminister Joseph Goebbels hatte, wie Berszinski schreibt, volksnahe, einfache Lieder als ein nützliches Propaganda-Mittel erkannt. Je mehr der Schlager aus der harten Wirklichkeit in traumverlorene Seligkeiten entflogen sei und eine gemütvolle Liebesleid- und Lust-Idylle vorgetäuscht habe, desto besser habe sich hinter den vielen sanften Molltönen „das wahre Gesicht Nazideutschlands“ verbergen lassen. Die bewusste Verwendung (damals neuer) technischer Massenmedien im Nationalsozialismus, insbesondere in Film und Rundfunk, kam dem entgegen und sorgte rasch für Popularität des nationalsozialistischen Lied- und Musikguts.
Die militaristischen Schlager und die Marschlieder waren die „Antwort auf den näherrückenden Krieg“. Insgesamt wurden zwischen 1933 und 1945 etwa 15.000 NS-Musikwerke produziert, sowie etwa anderthalb Millionen Blatt Dokumente, die sich allein auf Musik beziehen.

## Text

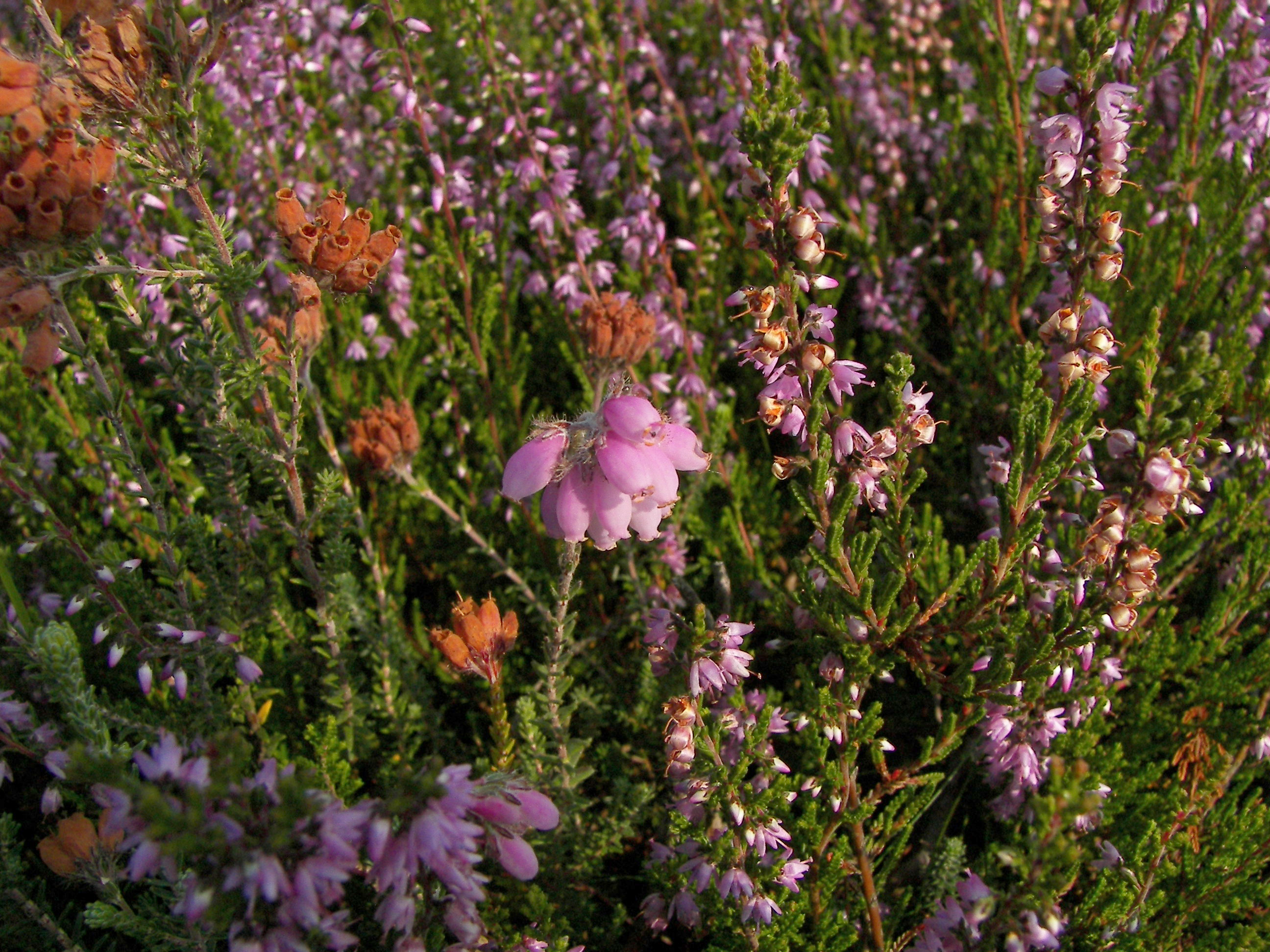
Blühende Glocken-Heide (Erica tetralix)

In dem Marschlied Erika werden das blühende Heidekraut und eine Frau mit diesem Vornamen besungen. In der ersten Strophe beschäftigt sich der Liedtext mit dem Heidekraut Erika:
Auf der Heide blüht ein kleines Blümelein

Und das heißt: Erika.

[…]
Es wird als „von hunderttausend kleinen Bienelein“ heiß umschwärmt beschrieben, denn sein Herz sei „voller Süßigkeit/Zarter Duft entströmt dem Blütenkleid“. Die zweite Strophe wendet sich der Geliebten fern in der Heimat zu, der das Lied von dem „kleinen Blümelein“ gewidmet sei:
[…]

In der Heimat wohnt ein kleines Mägdelein

Und das heißt: Erika.
Die letzte Strophe führt die Motive der ersten und zweiten Strophe zusammen, indem ein Heidekraut besungen wird, das auch im Kämmerlein fern der Heimat blühe und jeden Morgen und Abend an die Braut daheim erinnere:
[…]

Und dann ist es mir, als spräch’ es laut:

Denkst du auch an deine kleine Braut?

In der Heimat weint um dich ein Mägdelein

Und das heißt: Erika.

## Musik
Bei der Komposition handelt es sich um ein Marschlied; es konnte auch ohne instrumentale Begleitung von (meist marschierenden) Soldaten oder Männern im Reichsarbeitsdienst gesungen werden. Die Komposition (auch die Melodiestimme stammt von Niel) weist, wie sie in den Aufnahmen zur Zeit des Dritten Reichs verbreitet wurde, ein prägnantes Detail auf: Der ansonsten komplett als Marschmusik durcharrangierte Gesangsteil wird in sämtlichen Melodiepausen mit drei rasch aufeinanderfolgenden Schlägen der großen Trommel kontrapunktiert (ohne Instrumentalbegleitung ergibt sich das durch das Geräusch der marschierenden Füße von selbst):
Auf der Heide blüht ein kleines Blümelein (xxx) / und das heißt: (xxx) Erika (xxx).

Heiß von hunderttausend kleinen Bienelein (xxx) / wird umschwärmt (xxx), / Erika (xxx).

Denn ihr Herz ist voller Süssigkeit (xxx), / zarter Duft entströmt dem Blütenkleid (xxx). […]
Dieser auf den ersten Blick nicht mit dem textlichen und melodischen Gehalt des Liedes zusammenpassende musikalische Einfall macht die Komposition einprägsam und betont zudem durch die klangliche Ähnlichkeit zu Kanonenschlägen unterschwellig den Charakter eines Kriegsliedes.

## Bedeutung und Rezeption
Die Verbreitung und die zentrale Einbindung des Liedes Erika in die NS-Propaganda werden unter anderem durch die autobiografischen Aufzeichnungen von Gregor von Rezzori über reichsdeutsche Hörfunksendungen im April 1945 verdeutlicht: „Die Tage gingen hin mit Rundfunkmeldungen. Siegreiche Abwehr- und Rückzugsschlachten. Auf der Heide blüht ein kleines Blümelein, Bumm Bumm. Unsere U-Bootwaffe hatte wieder Zehntausende von Bruttoregistertonnen versenkt. Denn wir fahren, wir fahren gegen Engeland.“ Das Lied spielt auch in zahlreichen belletristischen Texten, die sich mit der NS-Zeit beschäftigen, eine Rolle. Ein prominentes Beispiel ist Walter Kempowskis Roman Heile Welt.
Die besondere Beliebtheit des Marschliedes während des Zweiten Weltkriegs wird bisweilen dadurch erklärt, dass es textlich in einer Reihe populärer Lieder mit deutschen weiblichen Vornamen stand, in denen Wehrmachtssoldaten, die in den Krieg gezogen waren, ihre in der Heimat gebliebenen Geliebten und Frauen besingen konnten. Die Darstellung der Frau („Mägdelein“) als „wartende, weinende, hingebungsvolle, treue, und doch umschwärmte Frau“ entsprach dem von den Nationalsozialisten propagierten Rollenklischee der „treusorgenden Gattin“. Unter den Soldaten kursierten teils auch „umgedichtete“ Textversionen, die meist direkte(re) sexuelle Anspielungen enthielten.
Im Ausland wurde und wird das Marschlied Erika als „typisches deutsches Liedgut“ wahrgenommen, dabei allerdings bis heute meistens untrennbar mit der deutschen Wehrmacht verbunden; so gehörte es zum Beispiel 1983 beim Zehn-Jahres-Jubiläum der Junta in Chile zum Repertoire des Musikzuges eines chilenischen Militärbataillons in „vertrautem Feldgrau mit original Wehrmachts-Stahlhelm“, das noch in der Tradition „einstiger deutscher Militärhilfe“ stand. Der russische Komponist Andrei Jakowlewitsch Eschpai zitierte in seiner Sinfonie Nr. 5 von 1985 das Lied, wobei die zitierte Marschmusik in seinem 40 Jahre nach Kriegsende und vermutlich aus diesem Anlass entstandenen Werk den „Einmarsch der Wehrmacht darstellen könnte“.

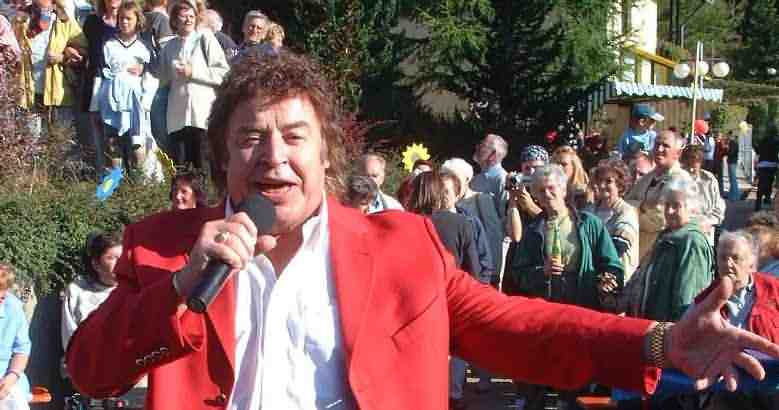
Tony Marshall sang Erika 1977 für ein Volksliederalbum ein (Aufnahme von 2003)

In der Nachkriegszeit hingegen blieb der Marschgesang Erika vor allem aus seinem ursprünglichen Kontext herausgelöst beliebt und wurde nach der Wiederbewaffnung auch auf Märschen der Bundeswehr und des Österreichischen Bundesheeres gesungen; als volkstümliches Lied wurde es für Schallplattenaufnahmen neu eingespielt, unter anderem von Tony Marshall, der es 1974 auf seiner LP Hinaus in die Ferne zusammen mit alten Volksliedern wie Muss i denn, muss i denn zum Städtele hinaus veröffentlichte.
Der Titel Erika gilt heute nicht Wenigen selbst als Volkslied, obgleich der Ursprung des Liedes noch lange gemeinhin bekannt war.
Erika wurde schließlich auch u. a. in folgenden Filmen verwendet:
- Der Hauptmann von Köln, Politsatire aus dem Jahr 1956, bei einem Treffen ehemaliger Wehrmachtsangehöriger
- Ausbruch der 28, Originaltitel The McKenzie Break, Kriegsfilm aus dem Jahr 1970
- Während einer kurzen Anfangsszene von Steven Spielbergs Schindlers Liste aus dem Jahr 1993, in welcher der Protagonist auf dem Weg zum Krakauer Judenrat einer deutschen Militärkolonne begegnet.
- In der japanischen Animeserie Girls und Panzer aus dem Jahr 2012 wird das Lied mehrfach während des Gefechtes zwischen der Ōarai-Präfektur-Mädchenschule und der Schwarzwaldgipfel-Mädchenschule eingespielt.
- Uprising – Der Aufstand, US-amerikanischer Fernsehfilm aus dem Jahr 2001, Angehörige der Waffen-SS singen es beim Aufmarsch um das Warschauer Ghetto zu räumen.
- 12 Monkeys (Serie), Staffel 4, Episode „Die Glocke“
- Persischstunden aus dem Jahre 2020, in der Szene, in der die Aufseher und Sturmführer des Konzentrationslagers ein Picknick veranstalten und dabei das Lied singen.

Es existieren ebenfalls Fassungen des Liedes auf Afrikaans unter gleichem Namen. Die Bekannteste ist die Interpretation des Tenors Gé Korsten. Auch eine Version in finnischer Sprache existiert mit gleichem Inhalt als Kaarina.
Seit den späten 2010er-Jahren wird das Lied als Meme als Teil der Netzkultur verwendet und ist in der rechten Szene beliebt.

## Belege
1. ↑  Roman Herles: Besuch bei Herms Niel. In: https://www.onb.ac.at. Österreichische Nationalbibliothek, 12. Mai 1940, abgerufen am 7. August 2024.
2. 1 2 3 4 5  Vgl. Sabine Berszinski: Modernisierung im Nationalsozialismus? Eine soziologische Kategorie und Entwicklungen im deutschen Schlager 1933–45. Albert-Ludwigs-Universität Freiburg, Freiburg im Breisgau 1999/2000  – Hochschulschrift; zugleich Magisterarbeit; Digitalisat (PDF; 389 kB) abgerufen am 16. Juni 2009.
3. 1 2  Vgl. Angaben über das Lied in der Rezension: Stephan Göritz: Vergessen und verdrängt. Volker Kühn über die Rolle von Künstlern und Kabarettisten im Dritten Reich. Deutschlandfunk, 4. Dezember 2006; abgerufen am 16. Juni 2009.
4. ↑  Marschmusik im III. Reich. Eine Dokumentation 9. Teil; Verlag John Jahr, o. J.
5. 1 2  Vgl. Gregor von Rezzori: Mir auf der Spur. 3. Auflage. Bertelsmann, München 1997, ISBN 3-570-00124-5, S. 269.
6. ↑  Walter Kempowski: Heile Welt. 1. Auflage. Knaus, München 1998, ISBN 3-8135-0051-9, S. 224.
7. ↑  Vgl. Michael Jung: Liederbücher im Nationalsozialismus. Band 1: Darstellung. Johann Wolfgang Goethe-Universität Frankfurt am Main, Frankfurt am Main 1989, S. 130  (Hochschulschrift; zugl. Dissertation).
8. ↑  Vgl. Karl-Heinz Strehlke: Unter der Last des totalen Krieges. Lebenssituationen zwischen 1942 und 1945. Heimatverein Garbsen, Garbsen 1995, S. 12: „Auf der Steppe gibt es kein Blümelein, siehste was – Steppengras! Das macht Spaß! Kratzt dich was?“
9. ↑  Siegfried Kogelfranz: Hauptsache, du protestierst. In: Der Spiegel. Nr. 38, 1983, S. 139–142 (online).
10. ↑  Vgl. Beiträge über Russische Komponisten des 20. Jahrhunderts >>Andrei Eshpai bei der Internetplattform Tamino Klassik-Forum; abgerufen am 16. Juni 2009.
11. ↑  Vgl. germancharts.com bei Germancharts.com; abgerufen am 28. April 2014.
12. ↑  Vgl. Aufnahme des Liedes (als Liebeslied) beim Volksliederarchiv.de (s. Weblinks).
13. ↑  Vgl. Online-Kataloge beim Datenbank-Verbund der Volksliedwerke Österreichs und Südtirols; abgerufen am 16. Juni 2009
14. ↑  Franz Barsig: Viel Geschrei und kein Programm. Eine NPD-Versammlung in der deutschen Provinz. In: Die Zeit, Nr. 8/1967
15. ↑  Brandenburgs Verfassungsschutz warnt vor Neonazis auf Telegram und Tiktok. In: FAZ.NET. 8. Juni 2022, ISSN 0174-4909 (faz.net [abgerufen am 25. September 2023]).